# Liste der Biografien/Martin, B
Liste der Biografien |
Portal Biografien |
B Personensuche
# |
A |
B |
C |
D |
E |
F |
G |
H |
I |
J |
K |
L |
M |
N |
O |
P |
Q |
R |
S |
T |
U |
V |
W |
X |
Y |
Z |
?
 
Ma |
Mb |
Mc |
Md |
Me |
Mf |
Mg |
Mh |
Mi |
Mj |
Mk |
Ml |
Mm |
Mn |
Mo |
Mp |
Mq |
Mr |
Ms |
Mt |
Mu |
Mv |
Mw |
Mx |
My |
Mz
 
Maa |
Mab |
Mac |
Mad |
Mae |
Maf |
Mag |
Mah |
Mai |
Maj |
Mak |
Mal |
Mam |
Man |
Mao |
Map |
Maq |
Mar |
Mas |
Mat |
Mau |
Mav |
Maw |
Max |
May |
Maz
 
Mara |
Marb |
Marc |
Mard |
Mare |
Marf |
Marg |
Marh |
Mari |
Marj |
Mark |
Marl |
Marm |
Marn |
Maro |
Marp |
Marq |
Marr |
Mars |
Mart |
Maru |
Marv |
Marw |
Marx |
Mary |
Marz
 
Marta |
Marte |
Marth |
Marti |
Martj |
Martl |
Martm |
Martn |
Marto |
Martr |
Marts |
Martt |
Martu |
Martw |
Marty |
Martz
 
Martia |
Martic |
Martie |
Martig |
Martik |
Martil |
Martim |
Martin |
Martir |
Martis |
Martit |
Martiu |
Martiv
 
Martin, A |
Martin, B |
Martin, C |
Martin, D |
Martin, E |
Martin, F |
Martin, G |
Martin, H |
Martin, I |
Martin, J |
Martin, K |
Martin, L |
Martin, M |
Martin, N |
Martin, O |
Martin, P |
Martin, Q |
Martin, R |
Martin, S |
Martin, T |
Martin, U |
Martin, V |
Martin, W |
Martin, Z |
Martina |
Martinb |
Martinc |
Martind |
Martine |
Marting |
Martinh |
Martini |
Martinj |
Martink |
Martino |
Martinp |
Martins |
Martinu |
Martiny |
Martinz
Die Liste der Biografien führt alle Personen auf, die in der deutschsprachigen Wikipedia einen Artikel haben. Dieses ist eine Teilliste mit 40 Einträgen von Personen, deren Namen mit den Buchstaben „Martin, B“ beginnt.

## Martin, B

### Martin, Ba
- Martin, Baptiste (* 1985), französischer Fußballspieler
- Martin, Barbara (* 1955), britische Sprinterin
- Martin, Bärbel (* 1940), deutsche Eiskunstläuferin
- Martin, Barclay (1802–1890), US-amerikanischer Politiker
- Martin, Barney (1923–2005), US-amerikanischer Schauspieler

### Martin, Be
- Martin, Ben (* 1978), österreichischer Singer-Songwriter und Musiker
- Martin, Benjamin F. (1828–1895), US-amerikanischer Politiker
- Martin, Benno (1893–1975), deutscher Jurist, SS-Obergruppenführer, Polizeipräsident von Nürnberg-Fürth, General der Waffen-SS und Polizei, Höherer SS- und Polizeiführer
- Martin, Bent (* 1943), dänischer Fußballtorhüter
- Martin, Bernadette (* 1951), französische Mittelstreckenläuferin und Sprinterin
- Martin, Bernard (1905–1995), Schweizer evangelischer Geistlicher
- Martin, Bernard (* 1943), französischer Sprinter
- Martin, Bernd (* 1940), deutscher Historiker
- Martin, Bernd (* 1949), deutscher Wirtschaftswissenschaftler
- Martin, Bernd (1955–2018), deutscher Fußballspieler
- Martin, Bernhard (1889–1983), deutscher Volkskundler und Mundartforscher
- Martin, Bernhard (* 1966), deutscher Künstler
- Martin, Berthold (1913–1973), deutscher Politiker (CDU), MdL, MdB
- Martin, Bettina (* 1966), deutsche Politikerin (SPD)Bettina Martin (* 1966)

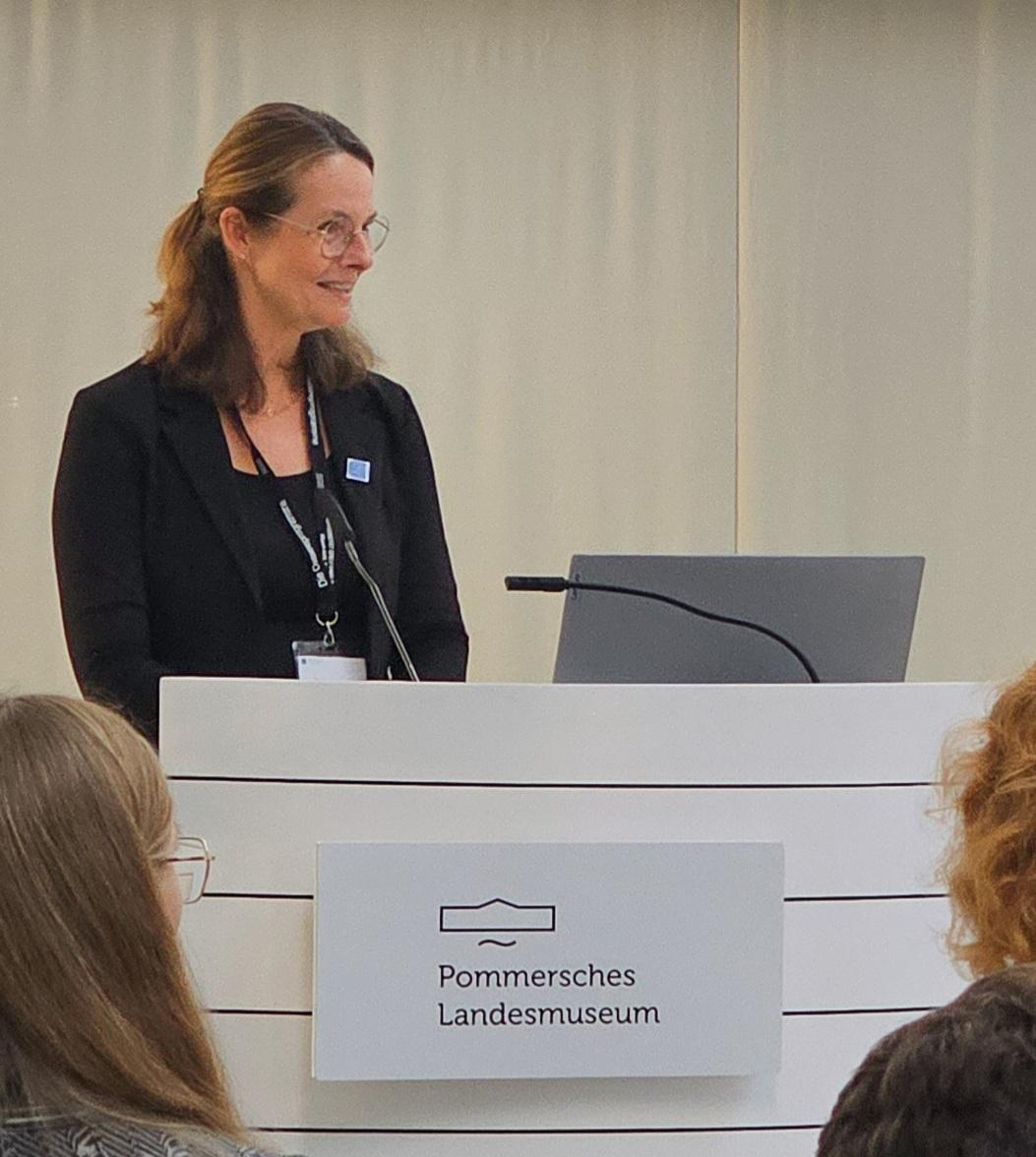
Bettina Martin (* 1966)

### Martin, Bi
- Martin, Bill (1860–1942), irisch-amerikanischer Radsportler
- Martin, Bill (1938–2020), schottischer Songwriter, Musikverleger und Impresario
- Martin, Billie Ray (* 1970), deutsche Soul-Sängerin
- Martin, Billy (1928–1989), US-amerikanischer BaseballspielerBilly Martin (1928–1989)

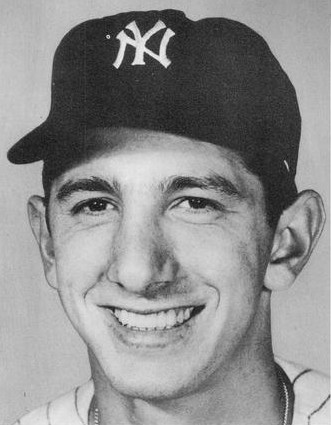
Billy Martin (1928–1989)

- Martin, Billy (* 1956), US-amerikanischer Tennisspieler
- Martin, Billy (* 1962), US-amerikanischer Schlagzeuger und Percussionist

### Martin, Bo
- Martin, Bob (1853–1917), schottischer Golfer
- Martin, Bob (1922–1998), österreichischer Sänger und Musiker
- Martin, Bob (1948–2023), US-amerikanischer Jazzmusiker (Saxophon)
- Martin, Bobbi (1943–2000), US-amerikanische Country- und Popsängerin und Songwriterin
- Martin, Bobby (1903–2001), US-amerikanischer Jazz-Trompeter und Bandleader
- Martin, Bombette (* 2006), britische Skateboarderin
- Märtin, Boto (1928–2023), deutscher Pflanzenbauwissenschaftler, DBD-Funktionär, MdV

### Martin, Br
- Martin, Brad (* 1986), kanadischer Snowboarder
- Martin, Brett (* 1963), australischer Squashspieler
- Martin, Brian (* 1974), US-amerikanischer Rennrodler
- Martin, Brigitte (* 1939), deutsche Schriftstellerin
- Martin, Britta (* 1978), deutsche Triathletin
- Martin, Bruno (* 1961), Schweizer Politiker (parteilos)

### Martin, Bu
- Martin, Burnham (1811–1882), US-amerikanischer Politiker, Anwalt und Vizegouverneur
- Martin, Buster († 2011), gilt als der älteste Arbeitnehmer Großbritanniens